# شمیلا شیرزاد
شمیلا شیرزاد (زادهٔ ۱۴ اسفند ۱۳۸۴ ‏(۱۹ سال)) بازیگر ایرانی-افغان از قوم هزاره است. او برای بازی در نقش زهرا در فیلم درام تحسین شده خورشید که در نود و سومین دوره جوایز اسکار، در بخش بهترین فیلم خارجی زبان در فهرست نهایی قرار گرفت، به شهرت رسید. شیرزاد برای بازی در فیلم مرد آرام (۱۴۰۳) نامزد سیمرغ بلورین بهترین بازیگر زن نیز شد.

## زندگی‌نامه
شمیلا شیرزاد، بازیگر ایرانی-افغان و از قوم هزاره است که در سال ۲۰۰۶ (میلادی) در تهران به دنیا آمده است. او فرزند یک خانواده افغانستانی مهاجر است که از کابل به ایران آمده‌اند. همچنین شمیلا یک برادر کوچکتر به نام ابوالفضل شیرزاد دارد که او نیز یک بازیگر است.
خانواده او در شرایط دشوار مهاجرت به ایران و فقر اقتصادی قرار داشتند. شمیلا از سن ۴ سالگی همراه برادرش ابوالفضل در مترو تهران دست‌فروشی می‌کرد و همزمان به‌مدرسهٔ کودکان کار صبح رویش می‌رفت.

## ورود به دنیای بازیگری
در سن ۱۲-۱۳ سالگی توسط مجید مجیدی در مدرسه صبح رویش برای نقش زهرا در فیلم خورشید انتخاب شد. تجربهٔ بازی او در خورشید منعکس‌کننده زندگی واقعی کودکانی است که در مترو و خیابان کار می‌کنند. حضور در جشنوارهٔ ونیز۲۰۲۰ به‌همراه فیلم و عوامل آن و همچنین تمجید کیت بلانشت از او به‌عنوان بهترین بازیگر نوظهور، توجه گسترده‌ای را به وی جلب کرد.

## افتخارات و نقد‌ها
- دریافت لوح تقدیر ویژه هیئت داوران در جشنواره فیلم فجر برای فعالیت در خورشید(سی‌وهشتمین دوره).[۵]
- نامزدی برای بهترین بازیگر نقش اول زن در چهل‌وسومین جشنواره فیلم فجر برای فیلم مرد آرام.[۶]

### تأثیرگذاری اجتماعی
- شمیلا با روایت زندگی کودکان کار در آثارش٬ صدای بسیاری از افراد حاشیه‌ای و محروم را به تصویر کشیده است. خود او نیز بارها در گفت‌گوها به رسالت هنر در نمایاندن چهرهٔ ضعیفان اشاره کرده است.[۷]

## فیلم‌شناسی

### فیلم
| سال  | عنوان         | نقش    | کارگردان        | یادداشت‌ها  | م      |
| ---- | ------------- | ------ | --------------- | ---------- | ------ |
| 1398 | بچه‌های خورشید | زهرا   | مجید مجیدی      |            | [ ۸ ]  |
| 1401 | بارو          |        | امیرحسین مرزبان | فیلم کوتاه | [ ۹ ]  |
| 1403 | مرد آرام      | نوبهار | بهنوش صادقی     |            | [ ۱۰ ] |